# Jon Olsson
Jon Anders Olsson, under en tid Olsson Delér, född 17 augusti 1982 i Mora, är en svensk skidåkare och entreprenör.

## Skidåkning
Olsson vann junior-SM i slalom 1999 men beslöt sig för att satsa på friåkning. År 2000 fick han en roll i skidfilmen The Game. 2008 vann han guld i Winter X-Games i grenen Big air. Han kom även trea i slopestyle vid Winter X-Games. 2009 kom han tvåa i Big Air vid Winter X-Games.
Olsson anordnade mellan 2005 och 2015 i stort sett årligen big air-tävlingen Jon Olsson Invitational (JOI) i Åre. Mellan 2008 och 2010 anordnade han  tävlingsevenemanget Jon Olsson Super Sessions'(JOSS) i Åre.
Olsson återupptog 2007 sin storslalomkarriär och deltog mellan 2010 och 2013 i 8 världscuplopp, dock utan att ta några världscupspoäng.

## Motorintresse
Olsson har ett stort bilintresse och har bland annat byggt om Mercedes-, Lamborghini- och Audi-bilar. År 2022 köpte han en specialbyggd Rolls-Royce Phantom, som blivit känd som världens svartaste Rolls-Royce. Olsson har även ett stort båtintresse och har en lyxyacht, C'est Normal 52R, som är uppkallad efter hans klädmärke med samma namn. Båten tog fyra år att bygga och blev klar 2022. Under testningen gjorde den 104,2 knop, vilket gör den till en av världens snabbaste RIB-båtar. Den anges vara värd 3 miljoner euro.

## Familj
2005 bosatte sig Olsson i Monaco, varefter han flyttade till Marbella  med flickvännen Janni Delér; 2018–2022 var de gifta med varandra. De har två barn tillsammans födda 2019 och 2021. Hösten 2021 flyttade familjen från Marbella till Cypern innan de i början av 2023 flyttade hem till Sverige. Senare under 2023 gick de ut med sin skilsmässa. I juni 2025 gifte han sig med den norska influencern Annette Haga.
Jon Olsson är bror till utförsåkaren Hans Olsson, som varit alpin skidåkare i det svenska skidlandslaget. Han är sonsons son till tidningsmannen och politikern Anders Olsson i Mora.